# Rue Jeanne-Mance
Pour les articles homonymes, voir Jeanne Mance (homonymie).
La rue Jeanne-Mance  est une voie de Montréal.

## Situation et accès
D'orientation nord-sud à l'est de l'avenue du Parc, la rue Jeanne-Mance traverse presque l'entièreté de l'île de Montréal mais en plusieurs tronçons discontinus. Elle commence à l'avenue Viger au sud. Elle monte jusqu'à l'avenue des Pins sans toutefois y déboucher. Elle recommence au nord du parc Jeanne-Mance, de l'avenue du Mont-Royal jusqu'à l'avenue Van Horne. Une autre section va de la rue Beaubien jusqu'à la voie ferrée du CP. Plusieurs autres tronçons l'amènent, dans le même axe, au boulevard Gouin. 

## Origine du nom
Ce nom rappelle la mémoire de Jeanne Mance, fondatrice de l'Hôtel-Dieu de Montréal qui longe cette rue.

## Historique
Elle a reçu sa dénomination actuelle en 1914. 

## Bâtiments remarquables et lieux de mémoire
Elle longe le Complexe Desjardins, le Musée d'art contemporain et le pavillon Président-Kennedy de l'UQAM.
Entre le boulevard De Maisonneuve et la rue Sherbrooke, du côté ouest, on a sauvé de la démolition une série de maisons de style victorien dont les façades composent un paysage reconnu bien culturel.
- Maisons John-Date 2022-2024[2]
- Maison John L.-Jensen 2028-2030[3]
- Maison William-Cairns - 2032-2034
- Maison Thomas-Fraser - 2040
- Maison John T.-Haggar - 2044-2046
- Maison Andreas C. F.-Finzel - 2050
- Maisons Janvier-Arthur-Vaillancourt - 3 maisons
  - 1 - Maison du 2054-2056
  - 2 - Maison du 2058-2064
  - 3 - Maison du 2066-2068
- Maison Walter-Marriage 2070-2072
- Maisons Charles-Sheppard - 4 maisons
  - 1 - Maison du 2074-2076
  - 2 - Maison du 2078
  - 3 - Maison du 2080A-2080B
  - 4 - Maison du 2082
- Maison Victoria J.-Prentice - 2086-2088
- Maison Daniel-Kneen - 2090-2092